# Мениида
Мениида (на старогръцки: Μενηίς, Менеис, на гръцки: Μενηίδα, Мениида) е древен град в Северна Гърция.

## Местоположение
Развалините на Мениида са открити на възвишението Демир капия (Δεμίρ Καπού) на 3,5 km северно от ениджевардарското село Калиница (Кали), на 10 km източно от Воден, античната Едеса. Хълмът със стръмни страни е заобиколен от север, запад и юг от река Мъгленица (Могленицас), a на изток, откъдето е най-достъпен има стена. Градът е построен на левия бряг на реката в близост до стария път Долна Македония - Алмопия. Реката на някои места е тясна и може да се прехвърли с дървени мостове.

## Описание
Долната запазена част от стената е от елинистическия период и е от варовик, а по-високата е от раннохристиянската епоха (V – VI век), широка е 2,8 m и е изградена от недялан камък и хоросан.
По хълмовете на изток от града са разположени над 100 надгробни могили от желязната епоха. Те са главно от почва и камъни и имат височина от 1 – 2 m и диаметър 5 – 20 m.

## История
В местността Алонаки, северно от Недирчево (Анидро) е открит единственият орос, граничен надпис, в Долна Македония. Граничният надпис е издялан върху голям гранитен блок и гласи: Όρος κατά σύμφωνον/ Κυρρέσταις/ προς Μενηίδα, Граница между Кирос към Мениида и датира от втората половина на Χ век. Надписът показва Кирос на около 10 km. Мениида, малък провинциален град, е на 3,25 km на изток.
В 1986 година развалините на града и надгробните могили са обявени за паметник на културата.